# Pathiriyad
Pathiriyad é uma vila no distrito de Kannur, no estado indiano de Kerala.

## Demografia
Segundo o censo de 2001, Pathiriyad tinha uma população de 16 608 habitantes. Os indivíduos do sexo masculino constituem 48% da população e os do sexo feminino 52%. Pathiriyad tem uma taxa de literacia de 85%, superior à média nacional de 59,5%: a literacia no sexo masculino é de 87% e no sexo feminino é de 83%. Em Pathiriyad, 10% da população está abaixo dos 6 anos de idade.